# Machiloides banksi
Machiloides banksi är en insektsart som beskrevs av Filippo Silvestri 1911. Machiloides banksi ingår i släktet Machiloides och familjen Meinertellidae. Inga underarter finns listade i Catalogue of Life.